# أيقظني (فلم 2016)
أيقظني هو فيلم قصير درامي سعودي من بطولة إبراهيم الحساوي وسمر البيات وعهد كامل، ومن إخراج وتأليف ريم سمير البيات، ومن إنتاج أحمد الملا. يحكي الفيلم قصة «سلام» وهي أمراة وحيدة تمر بازمة منتصف العمر في بداية الاربعينيات. شارك الفيلم في 11 مهرجاناً عالمياً، وعُرض لأول مرة في الدورة الثالثة عشر من مهرجان دبي السينمائي الدولي عام 2016.
كُتبت نصوص الفيلم بالاعتماد على الادب الشعري وليس الادب القصصي، كتبها الشاعر أحمد الملا، وقرأها في الفيلم المغني مارسيل خليفة. وهو الفيلم القصير الثالث للمخرجة ريم البيات بعد فيلم «ظلال» عام 2009 وفيلم «دمية» عام 2010.

## قصة الفيلم
يحكي الفيلم عن قصة أمراة تدعى «سلام» تمر بأزمة منتصف العمر، تعاني من الوحدة والعزلة ونظرة المجتمع لها بعد أن أستقل أبنائها عنها. تعمل مدربة رقص في الخفاء لعدم قدرتها على مواجهة المجتمع، فتشعر بالذنب وتضطر بسببه تعاطي الأدوية المهدئة.

## طاقم التمثيل
| - راشد الورثان - سماح زيدان |  | - عهد كامل - إبراهيم الحساوي |  | - فيصل الدوخي - سمر البيات |

## الأستقبال

### الجوائز والترشيحات
| قائمة الجوائز والترشيحات       | قائمة الجوائز والترشيحات | قائمة الجوائز والترشيحات | قائمة الجوائز والترشيحات                     | قائمة الجوائز والترشيحات | قائمة الجوائز والترشيحات | قائمة الجوائز والترشيحات |
| المهرجان                       | الدولة                   | الفترة                   | المسابقة                                     | المترشح                  | النتيحة                  | مراجع                    |
| ------------------------------ | ------------------------ | ------------------------ | -------------------------------------------- | ------------------------ | ------------------------ | ------------------------ |
| مهرجان دبي السينمائي الدولي    | الإمارات العربية المتحدة | 7 - 14 ديسمبر 2016       | مسابقة الأفلام الخليجية القصيرة              | أيقظني                   | رُشِّح                      | [ 5 ] [ 6 ]              |
| مهرجان مدريد السينمائي الدولي  | إسبانيا                  | 8 - 15 يوليو 2017        | أفضل إخراج - مسابقة الأفلام القصيرة الأجنبية | ريم البيات               | فوز                      | [ 7 ]                    |
| مهرجان ميلانو السينمائي الدولي | إيطاليا                  | نوفمبر 2017              | أفضل إخراج - مسابقة الأفلام القصيرة الأجنبية | ريم البيات               | فوز                      | [ 2 ] [ 8 ]              |

رشح الفيلم أيضاً للمشاركة في مهرجان ساين بوبر السينمائي في المكسيك، ومهرجان فيميل فيلم مايكرز السينمائي في الولايات المتحدة، ومهرجان ديجيتل جريفكس أونلاين في كندا، وكذلك جوائز ذا منكي بريد تري السينمائية.